# Млин купця Буланова (Азов)
Млин купця Буланова (рос. Мельница казака Буланова) — один з небагатьох збережених комплексів промислової архітектури міста Азова (Ростовська область, Росія) початку XX століття.

## Історія
Млин був побудований в 1905 році на перехресті вулиць Гімназійна (нині вулиця Миру) та провулку Кирсановського (нині проспект Зої Космодем'янської). Перша згадка про млин, як про власність Миколи Буланова відноситься до 1912 року. У 1925 р. для розміщення парової машини на території млину було зведено одноповерхову будівлю. У роки Німецько-радянської війни млин був частково зруйнований та пограбований. Реставраційні роботи по відновленню будівлі були завершені в 1952 році. До складу нового млина увійшли три типи забудови різного періоду від 1950 до 1980 року. 
Чільним елементом млинового комплексу є сам млин. До його західного фасаду (вздовж червоної лінії вул. Світу) примикає двоповерхова цегляна будівля. З боку північного фасаду розташовується одноповерхова цегляна, складна у плані будівля машинного залу. У художньому оформленні фасаду млину присутні композиційні прийоми і архітектурний декор, характерні для раціоналістичного напряму еклектики — цегляного стилю. У 2000 році постановою адміністрації Ростовської області млин отримав категорію пам'ятник місцевого значення і прийнятий у державну охорону.